# De kerk van Auvers
De kerk van Auvers is een schilderij van Vincent van Gogh. Hij schilderde de gotische dorpskerk omstreeks 5 juni 1890. Het schilderij is olieverf op doek en is 94 x 74 cm groot.

## De vorm
De weergave is expressief maar toch realistisch. Van Gogh heeft op zijn eigen manier het gebouw zuiver en realistisch weergegeven. Toch is de gevoelsexpressie van de vorm dynamisch. Doordat Van Gogh enkel gebruikmaakt van organische lijnen zit er beweging in het schilderij. Bovendien zorgen alle afzonderlijke penseelhalen die de typische stijl van Van Gogh kenmerken voor dynamiek.

## De kleur
De monochrome kleuren blauw en groen zorgen voor een koud contrast omdat ze allebei tot dezelfde kleurfamilie behoren. Door het gebruik van de complementaire kleuren oranje en blauw ontstaat er toch een gematigd effect. Ook in het kleurgebruik komt de expressiviteit terug. Door de lucht blauwer te maken en het gras groener wordt het schilderij veel intenser en wordt de expressie vergroot. Van Gogh maakt veelvuldig gebruik van dezelfde kleuren, toch is geen enkele streep van exact dezelfde kleur. Dit maakt de gevoelsexpressie van de kleur dynamisch. Bijna alle kleuren hebben als primaire kleur blauw wat het schilderij toch een droevige en sombere indruk geeft. Zelfs het relatief felle en opgewekte oranje kan geen verandering brengen in de overwegend droevige sfeer.

## De compositie
Om de kerk te kunnen centreren in het schilderij, heeft Van Gogh gebruikgemaakt van de gulden snede. Deze loopt van links naar rechts langs de basis van de kerk. De aandacht gaat hierdoor naar de kerk.
Een minder belangrijke compositiesamenstelling is de ruimte-indeling. Door de overwegend horizontale lijnen, straalt het kunstwerk rust uit. De verticale lijnen zorgen voor een eerder statisch gevoel. Ook de asymmetrische ruimte-indeling komt hier in voor. Dit maakt het schilderij dynamisch en onrustig.
Van Gogh schilderde dit kerkje vlak voor zijn dood. In deze periode van zijn leven was hij erg rustig doordat Auvers een rustgevende invloed op hem had. Zo schreef hij in een van zijn brieven: 'Ik weet bijna zeker dat ik in die doeken datgene heb verwoord wat ik niet in woorden kan uitdrukken, nl. hoe gezond en hartversterkend ik het platteland vind.' Een vriend uit dit dorp, dokter Gachet, had hem aangeraden zich niet zozeer op zijn ziekte te concentreren maar zich vooral op de schilderkunst te richten. Hierdoor produceerde hij bijna iedere dag een nieuw schilderij. Na zijn zelfmoord werd Van Gogh ook begraven bij dit kerkje.